# Paul Devaux
Paul Devaux (10. april 1801 i Brügge – 30. januar 1880 i Bruxelles) var en liberal belgisk politiker, som var stærkt involveret i samarbejdet mellem liberale og katolske politikere i årene før og efter den belgiske revolution i 1830.

## Levned
Devaux var advokat i Liège da han mødte Joseph Lebeau og Charles Rogier, med hvem han genskabte Matthieu Lansbergh (senere omdøbt til le Politique) som en unionistisk publikation. Han blev valgt til den belgiske nationalkongres, hvor han sammen med Lebeau arbejdede på, at Auguste de Beauharnais, 2. hertug af Leuchtenberg skulle være belgisk konge. I 1831 blev han minister uden portefølje i Lebeaus regering – det var Devaux som foreslog Leopold af Sachsen-Coburg-Gotha som kandidat til den belgiske trone. Efter Leopolds tronbestigelse trak han sig ud politik. I forbindelse med tiltrædelsen af regeringen Lebeau-Rogier grundlagde han i 1840 det liberale blad Revue nationale. 
I 1846 blev Devaux medlem af det belgiske akademi.

## Værkere
- Etudes politiques sur l'histoire ancienne et moderne et sur l'influence de l'état de guerre et de l'état de paix. Bruxelles 1875
- Etudes politiques sure les principaux évènements de l'histoire romaine. Paris 1880 (2 bind)